# Vechea scriere italică
Termenul de vechea scriere italică se referă la niște sisteme de scriere alfabetice ce erau folosite în Peninsula Italică în perioada Antichității pentru scrierea unor limbi indo-europene (predominant limbi italice) și a unora non-indo-europene (ca etrusca). Multe limbi indo-europene ce sunt limbi italice (dar și alte limbi non-italice ca: limbile celtice, limba mesapică și altele) foloseau inițial această scriere.
Direcția acestor alfabete era de la dreapta la stânga, dar au existat și excepții.
Runele germanice derivă dintr-ul dintre aceste alfabete.

## Alfabete

### Alfabetul etrusc

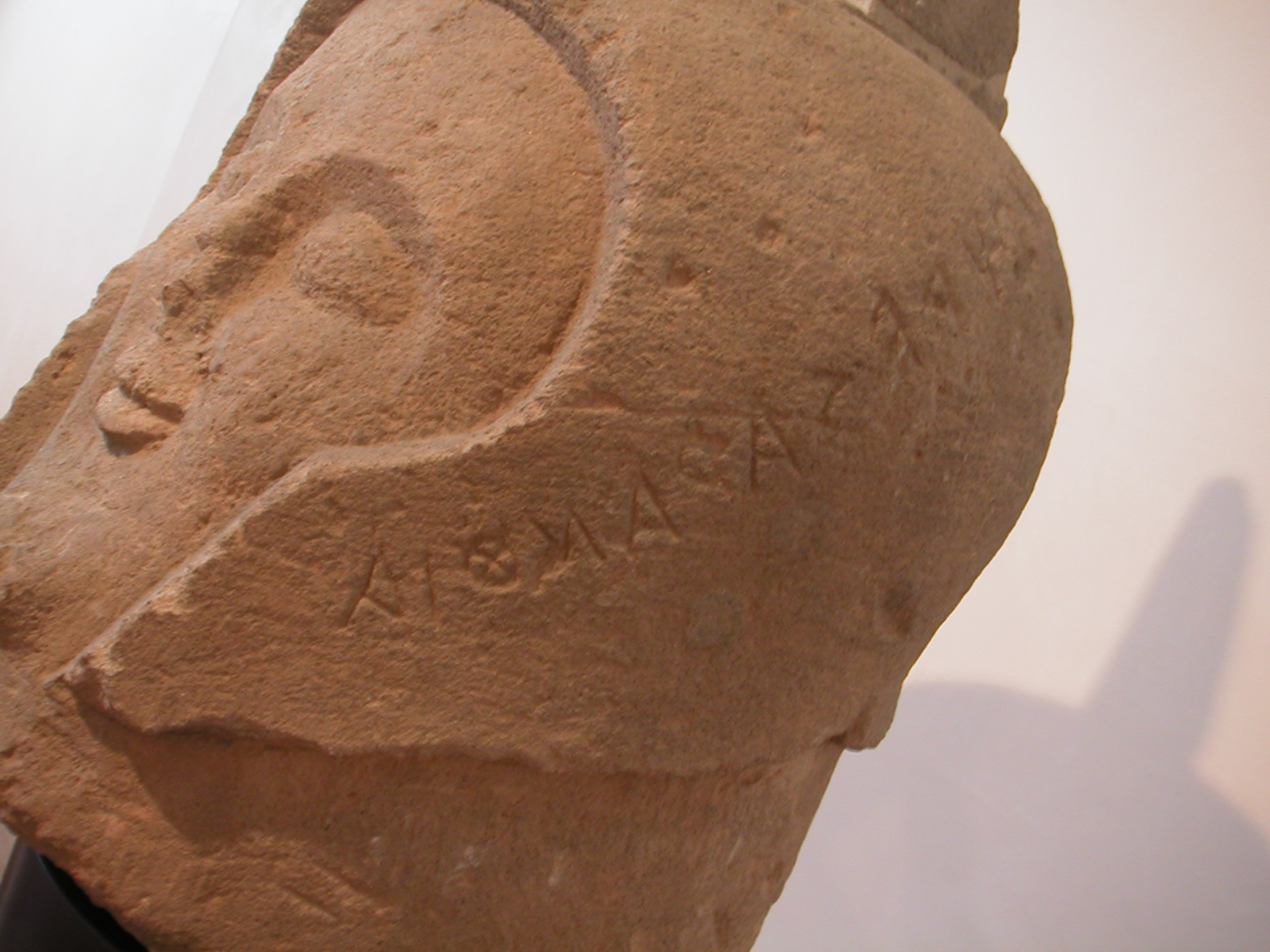
Cippus etrusc din necropola Crocifisso del Tufo din afara orașului Orvieto, Italia. Pe partea din poză poate să fie observată o inscripție cu litere ale alfabetului etrusc.

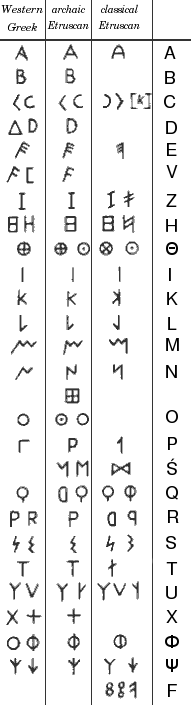
Alfabetul grec vestic comparat cu versiunea arhaică și cu cea clasică ale alfabetului etrusc

Nu este clar dacă procesul de adaptare din alfabetul grec a avut loc în Italia din prima colonie a grecilor, din orașul Cumae sau din Grecia/Asia Mică. În orice caz era un alfabet vestic grecesc. În alfabetele vestului, X avea valoarea fonetică [ks], Ψ reprezenta [kʰ]; în etruscă: X = [s], Ψ = [kʰ] sau [kχ] (Rix 202–209).
Cel mai vechi abecedarium, Tăblița de la Marsiliana (în apropiere de Grosseto) ce datează din circa 700 î.e.n., listează 26 de litere ce corespund formelor contemporane ale alfabetului grec care păstrează literele: digama, san și koppa, omega neapărând.
| 𐌀                  | 𐌁 | 𐌂 | 𐌃 | 𐌄 | 𐌅 | 𐌆 | 𐌇 | 𐌈 | 𐌉 | 𐌊 | 𐌋 | 𐌌 |
| 𐌍                  | 𐌎 | 𐌏 | 𐌐 | 𐌑 | 𐌒 | 𐌓 | 𐌔 | 𐌕 | 𐌖 | 𐌗 | 𐌘 | 𐌙 |
| în transliterație: |   |   |   |   |   |   |   |   |   |   |   |   |
| A                  | B | G | D | E | V | Z | H | Θ | I | K | L | M |
| N                  | Ξ | O | P | Ś | Q | R | S | T | Y | X | Φ | Ψ |

Până în jurul anului 600 î.e.n., forma arhaică a alfabetului etrusc a rămas aproape neschimbată, acum ne mai contând direcția sa originală de la dreapta la stânga (putea să fie folosit și de la stânga la dreapta). Totuși din secolul al VI-lea î.e.n., alfabetul etrusc a evoluat, ajustând fonologia limbii etrusce, literele ce reprezentau foneme inexistente în limba etruscă fiind eliminate. Din 400 î.e.n., pare că toată Etruria folosea versiunea clasică a alfabetului etrusc, formată din 20 de litere, deobicei scrisă de la stânga la dreapta:
| 𐌀 | 𐌂 | 𐌃 | 𐌄 | 𐌅 | 𐌆 | 𐌇 | 𐌈 | 𐌉 | 𐌋 | 𐌌 | 𐌍 | 𐌐 | 𐌑 | 𐌓 | 𐌔 | 𐌕 | 𐌖 | 𐌘 | 𐌙 | 𐌚 |
| A | C | D | E | V | Z | H | Θ | I | L | M | N | P | Ś | R | S | T | U | Φ | Ψ | F |